# Coupe des États-Unis de soccer 1995
Navigation
U.S. Open Cup 1994 U.S. Open Cup 1996
La Coupe des États-Unis de soccer 1995 est la 82e édition de la Lamar Hunt US Open Cup, la plus ancienne des compétitions dans le soccer américain. C'est un système à élimination directe mettant aux prises des clubs de soccer amateurs, semi-pros et professionnels affiliés à la Fédération des États-Unis de soccer, qui l'organise conjointement avec les ligues locales.
La finale se tient le 27 août 1995, après trois autres tours à élimination directe dans la phase finale mettant aux prises des clubs amateurs et professionnels. Le vainqueur, les Kickers de Richmond, remporte son premier trophée. Cette édition est généralement considérée comme démarrant l'ère moderne de la compétition, bien que le nom de Lamar Hunt ne soit ajouté que lors de l'édition 1999. En effet, après plus de 45 ans de domination et d'omniprésence des équipes amateures, les formations professionnelles font leur retour dans la coupe avant l'arrivée des franchises de Major League Soccer en 1996.

## Calendrier
| Tour | Nom              | Dates retenues    | Équipes participantes | Équipes gagnantes |
| Entrée de 4 équipes de USASA, 1 équipe de USISL Premier League, de 7 équipes de USISL Pro League et 4 équipes de A-League |                  |                   |                       |                   |
| 1 | Premier tour     | 14-18-25 juin     | 16                    | 8                 |
| 2 | Quarts de finale | 12 juillet        | 8                     | 4                 |
| 3 | Demi-finales     | 30 juillet-7 août | 4                     | 2                 |
| 4 | Finale           | 27 août           | 2                     | 1                 |

## Participants
| Entre au premier tour                                                                       |                                         | |                                                                                   |
| USASA/USISL Premier League/USISL Pro League/A-League 4 équipes/1 équipe/7 équipes/4 équipes |                                         | |                                                                                   |
| USASA - AAC Eagles - Fairfax Spartans - Flamengo SC - St. Petersburg Kickers                | USISL Premier League - Richmond Kickers | USISL Pro League - Chicago Stingers - Chico Rooks - Connecticut Wolves - El Paso Patriots - Everett BigFoot - Tampa Bay Cyclones - Valley Golden Heroes | A-League - Atlanta Ruckus - Colorado Foxes - New York Centaurs - Seattle Sounders |

Légende :

A-League: Championnat de deuxième division.

USISL Pro League : Championnat de troisième division organisé par les United Soccer Leagues (USL).

USISL Premier League : Championnat de quatrième division organisé par les United Soccer Leagues (USL).

United States Adult Soccer Association (USASA) : Organisateur des championnats de divisions inférieures.

## Résultats

### Premier tour
| Date    | Division               | Club                   | Score | Club              | Division         |
| ------- | ---------------------- | ---------------------- | ----- | ----------------- | ---------------- |
| 11 juin | (USISL Premier League) | Richmond Kickers       | 5-2   | Fairfax Spartans  | (USASA)          |
| 14 juin | (USL Pro League)       | Connecticut Wolves     | 0-3   | New York Centaurs | (A-League)       |
| 14 juin | (USL Pro League)       | Tampa Bay Cyclones     | 2-4   | Atlanta Ruckus    | (A-League)       |
| 14 juin | (A-League)             | Seattle Sounders       | 9-2   | Everett BigFoot   | (USL Pro League) |
| 14 juin | (USASA)                | Flamengo SC            | 1-6   | Colorado Foxes    | (A-League)       |
| 18 juin | (USASA)                | AAC Eagles             | 1-2   | Chicago Stingers  | (USL Pro League) |
| 18 juin | (USISL Premier League) | Richmond Kickers       | 6-1   | Fairfax Spartans  | (USASA)          |
| 18 juin | (USL Pro League)       | Valley Golden Eagles   | 0-2   | Chico Rooks       | (USL Pro League) |
| 25 juin | (USASA)                | St. Petersburg Kickers | 2-5   | El Paso Patriots  | (USL Pro League) |

### Quarts de finale
| 12 juillet 1995 | Colorado Foxes | 0 - 2 | El Paso Patriots          |                                                                 |                                                                 |
|                 |                |       | 71e Mercado · 77e Mercado | Commerce City, Colorado Spectateurs : 290 Arbitrage : Alex Prus | Commerce City, Colorado Spectateurs : 290 Arbitrage : Alex Prus |
|                 | Rapport        |       |                           | Commerce City, Colorado Spectateurs : 290 Arbitrage : Alex Prus | Commerce City, Colorado Spectateurs : 290 Arbitrage : Alex Prus |

| 12 juillet 1995 | Richmond Kickers       | 2 - 1 | Atlanta Ruckus |                                  |                                  |
|                 | Ukrop 13e · Snyder 57e |       | 52e Doyle      | City Stadium, Richmond, Virginie | City Stadium, Richmond, Virginie |
|                 | Rapport                |       |                | City Stadium, Richmond, Virginie | City Stadium, Richmond, Virginie |

| 12 juillet 1995 | Chicago Stingers | 1 - 0 | New York Centaurs |                                                        |                                                        |
|                 | Linn 88e         |       |                   | Olympic Park, Schaumburg, Illinois Spectateurs : 1 100 | Olympic Park, Schaumburg, Illinois Spectateurs : 1 100 |
|                 | Rapport          |       |                   | Olympic Park, Schaumburg, Illinois Spectateurs : 1 100 | Olympic Park, Schaumburg, Illinois Spectateurs : 1 100 |

| 21 juillet 1995 | Seattle Sounders                                                | 5 - 0 | Chico Rooks |                                        |                                        |
|                 | Fry 1re · Webber 40e · Storkson 53e · Medved 73e · Storkson 85e |       |             | Kirkland, Washington Spectateurs : 717 | Kirkland, Washington Spectateurs : 717 |
|                 | Rapport                                                         |       |             | Kirkland, Washington Spectateurs : 717 | Kirkland, Washington Spectateurs : 717 |

### Demi-finale
| 30 juillet 1995 | Seattle Sounders | 0 - 1 | El Paso Patriots |                      |                      |
|                 |                  |       | 17e Ampara       | Kirkland, Washington | Kirkland, Washington |
|                 | Rapport          |       |                  | Kirkland, Washington | Kirkland, Washington |

| 7 août 1995 | Richmond Kickers                                     | 4 – 3 | Chicago Stingers                   |                                                                           |                                                                           |
|             | Kamler 120e · Williams · Snyder · Crawley 89e (pen.) |       | 11e D'Ambra · pén Morris · D'Ambra | Stade de l'Université de Richmond, Richmond, Virginie Spectateurs : 4 667 | Stade de l'Université de Richmond, Richmond, Virginie Spectateurs : 4 667 |
|             | Rapport                                              |       |                                    | Stade de l'Université de Richmond, Richmond, Virginie Spectateurs : 4 667 | Stade de l'Université de Richmond, Richmond, Virginie Spectateurs : 4 667 |

### Finale
| 27 août 1995 | El Paso Patriots  | 1 - 1 2 - 4 t. a. b. | Richmond Kickers |                                                                           |                                                                           |
|              | Amparan 49e       |                      | 82e Ukrop        | Soccorro Ind. School District Stadium, El Paso, Texas Spectateurs : 7 378 | Soccorro Ind. School District Stadium, El Paso, Texas Spectateurs : 7 378 |
|              | Rapport           |                      |                  | Soccorro Ind. School District Stadium, El Paso, Texas Spectateurs : 7 378 | Soccorro Ind. School District Stadium, El Paso, Texas Spectateurs : 7 378 |
|              | Tirs au but 2 - 4 |                      |                  | Soccorro Ind. School District Stadium, El Paso, Texas Spectateurs : 7 378 | Soccorro Ind. School District Stadium, El Paso, Texas Spectateurs : 7 378 |

| Vainqueur de la US Open Cup 1995 Richmond Kickers 1er titre |

## Tableau final
|  | Quarts de finale  | Quarts de finale                                         |                  |       | Demi-finales              | Demi-finales              |  |  | Finale                                                       | Finale                                                       |
|  | Quarts de finale  | Quarts de finale                                         |                  |       | Demi-finales              | Demi-finales              |  |  | Finale                                                       | Finale                                                       |
|  |                   |                                                          |                  |       |                           |                           |  |  |                                                              |                                                              |
|  | 21 juillet 1995   | 21 juillet 1995                                          |                  |       | 30 juillet 1995, Kirkland | 30 juillet 1995, Kirkland |  |  | 27 août 1995, Soccorro Ind. School District Stadium, El Paso | 27 août 1995, Soccorro Ind. School District Stadium, El Paso |
|  | 21 juillet 1995   | 21 juillet 1995                                          |                  |       | 30 juillet 1995, Kirkland | 30 juillet 1995, Kirkland |  |  | 27 août 1995, Soccorro Ind. School District Stadium, El Paso | 27 août 1995, Soccorro Ind. School District Stadium, El Paso |
|  | Seattle Sounders  | 5                                                        |                  |       | 30 juillet 1995, Kirkland | 30 juillet 1995, Kirkland |  |  | 27 août 1995, Soccorro Ind. School District Stadium, El Paso | 27 août 1995, Soccorro Ind. School District Stadium, El Paso |
|  | Seattle Sounders  | 5                                                        |                  |       | 30 juillet 1995, Kirkland | 30 juillet 1995, Kirkland |  |  | 27 août 1995, Soccorro Ind. School District Stadium, El Paso | 27 août 1995, Soccorro Ind. School District Stadium, El Paso |
|  | Chico Rooks       | 0                                                        |                  |       | 30 juillet 1995, Kirkland | 30 juillet 1995, Kirkland |  |  | 27 août 1995, Soccorro Ind. School District Stadium, El Paso | 27 août 1995, Soccorro Ind. School District Stadium, El Paso |
|  | Chico Rooks       | 0                                                        | Seattle Sounders | 0     |                           |                           |  |  | 27 août 1995, Soccorro Ind. School District Stadium, El Paso | 27 août 1995, Soccorro Ind. School District Stadium, El Paso |
|  | 12 juillet 1995   |                                                          | Seattle Sounders | 0     |                           |                           |  |  | 27 août 1995, Soccorro Ind. School District Stadium, El Paso | 27 août 1995, Soccorro Ind. School District Stadium, El Paso |
|  |                   | El Paso Patriots                                         | 1                |       |                           |                           |  |  | 27 août 1995, Soccorro Ind. School District Stadium, El Paso | 27 août 1995, Soccorro Ind. School District Stadium, El Paso |
|  | Colorado Foxes    | El Paso Patriots                                         | 1                | 0     |                           |                           |  |  | 27 août 1995, Soccorro Ind. School District Stadium, El Paso | 27 août 1995, Soccorro Ind. School District Stadium, El Paso |
|  | Colorado Foxes    |                                                          |                  | 0     |                           |                           |  |  | 27 août 1995, Soccorro Ind. School District Stadium, El Paso | 27 août 1995, Soccorro Ind. School District Stadium, El Paso |
|  | El Paso Patriots  | 2                                                        |                  |       |                           |                           |  |  | 27 août 1995, Soccorro Ind. School District Stadium, El Paso | 27 août 1995, Soccorro Ind. School District Stadium, El Paso |
|  | El Paso Patriots  | 2                                                        | El Paso Patriots | 1 (2) |                           |                           |  |  |                                                              |                                                              |
|  | 12 juillet 1995   |                                                          | El Paso Patriots | 1 (2) |                           |                           |  |  |                                                              |                                                              |
|  |                   | Richmond Kickers t. a. b.                                | 1 (4)            |       |                           |                           |  |  |                                                              |                                                              |
|  | Richmond Kickers  | Richmond Kickers t. a. b.                                | 1 (4)            | 2     |                           |                           |  |  |                                                              |                                                              |
|  | Richmond Kickers  | 7 août 1995, Stade de l'Université de Richmond, Richmond |                  | 2     |                           |                           |  |  |                                                              |                                                              |
|  | Atlanta Ruckus    | 1                                                        |                  |       |                           |                           |  |  |                                                              |                                                              |
|  | Atlanta Ruckus    | 1                                                        | Richmond Kickers | 4     |                           |                           |  |  |                                                              |                                                              |
|  | 12 juillet 1995   |                                                          | Richmond Kickers | 4     |                           |                           |  |  |                                                              |                                                              |
|  |                   | Chicago Stingers                                         | 3                |       |                           |                           |  |  |                                                              |                                                              |
|  | Chicago Stingers  | Chicago Stingers                                         | 3                | 1     |                           |                           |  |  |                                                              |                                                              |
|  | Chicago Stingers  |                                                          |                  | 1     |                           |                           |  |  |                                                              |                                                              |
|  | New York Centaurs | 0                                                        |                  |       |                           |                           |  |  |                                                              |                                                              |
|  | New York Centaurs | 0                                                        |                  |       |                           |                           |  |  |                                                              |                                                              |

### Nombre d'équipes par division et par tour
| Divisions / Manches                | Premier tour | Quarts de finale | Demi- finales | Finale |
| ---------------------------------- | ------------ | ---------------- | ------------- | ------ |
| A-League (D2) 4 équipes            | 4            | 4                | 1             | Aucune |
| USISL Pro League (D3) 7 équipes    | 7            | 3                | 2             | 1      |
| USISL Premier League (D4) 1 équipe | 1            | 1                | 1             | 1      |
| USASA 4 équipes                    | 4            | Aucune           | Aucune        | Aucune |
| Total                              | 16           | 8                | 4             | 2      |